# Gianni Torrione
Gianni Torrione (Aosta, 13 febbraio 1933) è un giornalista, scrittore e politico italiano.

## Biografia
Nato nel 1933 ad Aosta, ha lavorato a lungo come giornalista per la Rai e per vari periodici valdostani.
Ha militato politicamente nelle file del Partito Socialista Italiano e nel 1975 è stato eletto sindaco di Aosta, a capo di una giunta sostenuta da PSI, DC, UV, PRI e PLI. Alle elezioni regionali in Valle d'Aosta del 1983 è stato eletto consigliere con 1 692 voti e fu capogruppo del PSI per l'VIII legislatura.
Autore di poesia e narrativa, ha pubblicato le raccolte poetiche Momenti di parole (1989) e Nuvole screziate (2006), il romanzo Il tempo di Carrè (2019), oltre che vari testi legati alla storia della Valle d'Aosta. Al 2010 risale Tappa lo ba, una cronaca giornalistica degli anni della liberazione.